# START

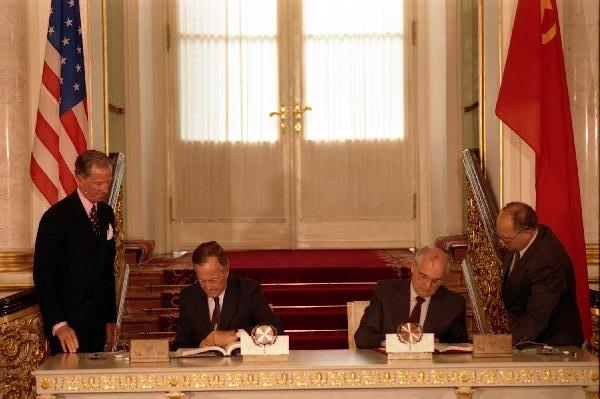
George H. W. Bush és Mihail Gorbacsov a START I aláírásakor Moszkvában.

A START (feloldva Strategic Arms Reduction Treaty, magyarul: stratégiai fegyverzetcsökkentő egyezmény) egy nukleáris fegyvereket korlátozó egyezmény az Amerikai Egyesült Államok és a Szovjetunió között. Az egyezményt Ronald Reagan, amerikai elnök javasolta. A második START egyezmény aláírásakor START I-nek nevezték el.
A START I-et 1991. július 31-én írták alá, öt hónappal a Szovjetunió felbomlása előtt. Az egyezmény különböző típusú járművek és robbanófejek számát korlátozta. Később az USA, Oroszország, Fehéroroszország, Kazahsztán és Ukrajna között maradt érvényben. Azóta Fehéroroszország, Kazahsztán és Ukrajna teljesen megszabadult a nukleáris fegyverektől.